# Kalanag

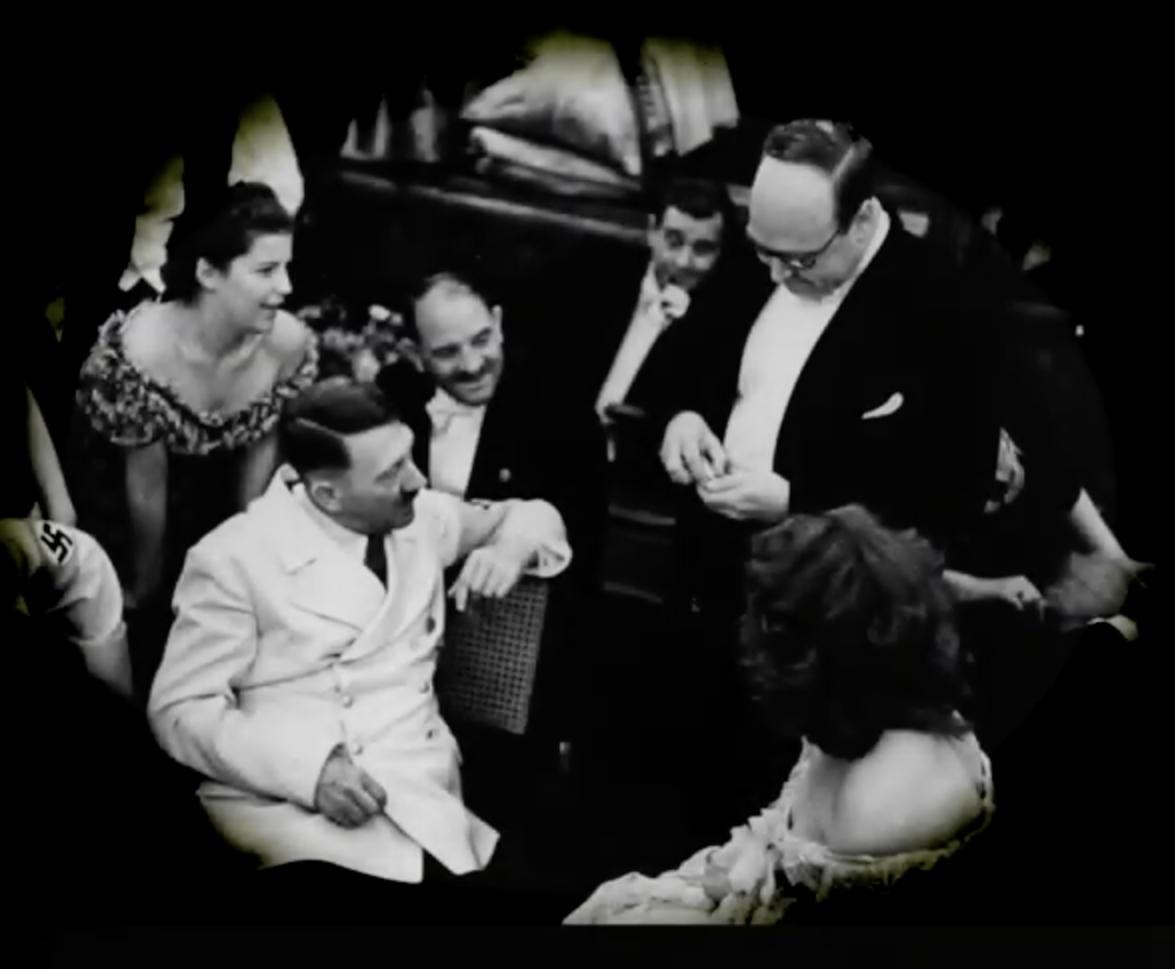
Kalanag (rechts) mit Adolf Hitler 1939

Kalanag, eigentlich Helmut Ewald Schreiber (* 23. Januar 1903 in Stuttgart; † 24. Dezember 1963 in Gaildorf) war ein deutscher Filmproduzent und Amateurzauberkünstler in der Weimarer Republik und ab 1947 hauptberuflicher Zauberer, der Weltruhm erlangte.

## Leben und Wirken

### Frühe Jahre
Seit Jugendjahren widmete sich der Fabrikantensohn Schreiber der Zauberkunst und trat mit 16 Jahren in den Magischen Zirkel von Deutschland ein. Er besuchte in Stuttgart die Oberrealschule und studierte später an der Universität München und an der Technischen Hochschule München. Während seines Studiums der Philosophie in München organisierte er einen der ersten deutschen Zaubererkongresse. Gleichzeitig sammelte er Erfahrungen als Schauspieler und Dramaturg an den Münchner Kammerspielen. Ab 1925 arbeitete er, vorgeblich promoviert, in der Filmindustrie in Berlin. Als Aufnahmeleiter war er ab 1926 unter anderem an den Stummfilmen Jagd auf Menschen (1926), Der Mann ohne Kopf (1927), Einer gegen Alle (1927), Die Pflicht zu schweigen (1928), Indizienbeweis (1928), Die Siegerin (1928), Ehe in Not (1929), Mutterliebe (1929), Die Herrin und ihr Knecht (1929) und Unschuld (1929) beteiligt.
1927 wurde er Chefredakteur der Zeitschrift Magie des Magischen Zirkels. Seinen Künstlernamen wählte er nach dem Elefanten Kala Nag („Schwarze Schlange“) aus einem Kapitel von Rudyard Kiplings Dschungelbuch, bzw. nach dem Himalaya-Berg Kalanag.

### Zeit des Nationalsozialismus
Aufgrund seiner Kontakte zu Propagandaminister Joseph Goebbels machte er Karriere bei der Tobis-Filmgesellschaft. Mit Anbruch des Tonfilmzeitalters stieg Schreiber zum Produktionsleiter auf, von 1930 bis 1934 war er außerdem als Motorradrennfahrer aktiv. Ab Herbst 1936 wirkte er als Herstellungsgruppenleiter, 1939 stieg er in die Verwaltungschefetage der Filmwirtschaft ein, im Juni 1942 schließlich wurde er Produktionschef der Bavaria und blieb es bis zum Kriegsende. Als Autor, Kameramann, Aufnahme- und Produktionsleiter zeichnete Schreiber insgesamt für 150 Filme verantwortlich. Am 27. April 1939 beantragte er die Aufnahme in die NSDAP und wurde zum 1. Mai desselben Jahres aufgenommen (Mitgliedsnummer 7.040.625). Schreiber verhinderte die Auflösung des Magischen Zirkels, der jedoch ab Juni 1936 im Rahmen der Gleichschaltung zwangsweise an die Reichskulturkammer (Reichstheaterkammer, Fachgruppe Artistik) angegliedert wurde. Schreiber ließ sich von den Nationalsozialisten als Präsident des Magischen Zirkels (1936–1945) einsetzen, reduzierte die ursprünglich 1.373 Mitglieder auf 400 und unterband die Verwendung von jüdischen Kompositionen als Hintergrundmusik. Ohne Zugehörigkeit zum von Schreiber kontrollierten Zirkel hatten Zauberkünstler in Deutschland Auftrittsverbot, was zwangsläufig jüdische Zauberkünstler betraf. Demgegenüber verwandten sich nach dem Krieg jüdische Künstler für Kalanag und verwiesen darauf, dass er noch lange jüdisches Personal in Diensten der Bavaria hielt.
1936 wurde Schreiber mit dem Hofzinser-Ring ausgezeichnet, den er 1948 an Ludwig Hanemann (Künstlername Punx) weitergab.
Nach dem Anschluss Österreichs dehnte Schreiber seinen Einfluss auch nach dort aus. Schreiber wurde Direktor der Bavaria Film in München, zauberte vor öffentlichen Reden von Hitler und war 1939 Gast auf dessen Berghof in Obersalzberg. Schreiber pflegte Freundschaft mit Hitlers persönlichem Adjutanten, SS-Gruppenführer Julius Schaub, der Zauberveranstaltungen protegierte. Für Zauberkünstler ungewöhnlich missbilligte Schreiber die öffentliche Aufklärung über betrügerische Tricks von Spiritisten und drohte Verrätern sogar offen mit der Gestapo. Diese Haltung mag mit Schreibers Freundschaft zum Berliner Polizeichef und Okkultisten Wolf-Heinrich Graf von Helldorff zusammenhängen, der seinerzeit den trickreichen Hochstapler Erik Jan Hanussen für einen echten Magier gehalten hatte. Schreiber propagierte den heute verbreiteten Zauberspruch Simsalabim als seine Kreation, den Historiker allerdings dem dänisch-amerikanischen Zauberkünstler Harry August Jansen (bekannt als Dante the Magician) zuschreiben.

### Kriegsende
Gegen Kriegsende vermittelte Schreiber zwischen den Alliierten und gesuchten SS-Leuten, die gegen freies Geleit Zugang zum legendären Raubgold anboten, das offiziell größtenteils als verschollen gilt. Als später die Militärpolizei Schreiber auf dem Bavaria-Gelände festnehmen wollte, erschien dieser in Gegenwart hoher amerikanischer Militärs, die ihn schützten. Als Präsident des Magischen Zirkels wurde er abgesetzt und erhielt von den Alliierten Berufsverbot. Nach einem Entnazifizierungsverfahren flüchtete Schreiber in die britische Besatzungszone nach Hamburg, wo er bei einem Zauberfreund lebte, der als „König des Schwarzmarkts“ bekannt war und später wegen Diamantenschmuggels mit einem Schweizer Zauberkünstler verurteilt wurde. Kalanag logierte in den Jahren 1948 bis circa 1951 bei Landgerichtsdirektor Richard Stoldt, einem bekannten Hamburger NS-Juristen. In seinem Entnazifizierungsverfahren hatte Kalanag angegeben, dass er dem kommunistischen Widerstand in München geholfen habe. Diese Behauptung unterstützte der KPD-Funktionär und Staatsrat im bayerischen Innenministerium Ludwig Ficker. Ficker war im Jahre 1944 unter dem Namen Werner Ruf nach Deutschland eingeschleust worden, um den Widerstand in München zu koordinieren.

### Wirtschaftswunderzeit
Da Schreiber in seiner bisherigen Branche Berufsverbot hatte, machte er sein Hobby im Jahr 1947 zum Beruf – zu einer Zeit, in der sich Nachkriegszeit zu Nachkriegsboom bzw. Wirtschaftswunder wandelte. Mit Unterstützung ehemaliger Tobis-Leute unterhielt er britische Besatzungssoldaten mit seiner Kalanag-Revue (nachdem er im NS-Reich, in dem nichtdeutsche Namen als Künstlernamen nicht opportun waren, unter seinem bürgerlichen Namen auftrat, nannte er sich jetzt wieder Kalanag), bestehend aus aufwändigen Großillusionen und leichtbekleideten Showgirls. Die Veranstaltungen fanden im Titania-Palast in Berlin-Steglitz  statt. Zu den bekanntesten Nummern gehörten neben vielen anderen die auf Jean Eugène Robert-Houdin zurückgehende und von David Devant großgemachte Magische Bar, bei der die ganze Vorstellung über aus einem einzigen Krug auf Zuruf jedes gewünschte Getränk ausgeschenkt wurde, sowie, dass er nach besonderen Kunststücken mit dem (redensartlich gewordenen) Spruch „Und das machen wir alles mit Wasser aus Indien“ aus einer nie versiegenden Karaffe einen Schwung Wasser auf die Bühne goss. Als Höhepunkt jeder Vorstellung ließ er von der hellerleuchteten Bühne nach einer Idee von Howard Thurston ein Auto verschwinden. Ein wichtiges Element seiner Shows war immer seine Frau (⚭ 1941) und Partnerin Gloria de Vos (Anneliese Voß) als seine Assistentin und Tänzerin. Für Exotik sorgte ein in einer Kiste erscheinender Gepard.
Offiziell wurde nie bekannt, wie Schreiber die aufwändige Show im Nachkriegsdeutschland ohne Rücklagen finanziert hatte. Alleine die Kosten für das verschwindende Auto beliefen sich auf die damals außergewöhnlich große Summe von 10.000 DM. Zauberkünstler wie Janos Bartl oder Fredo Marvelli, denen Schreiber während der Zeit des Nationalsozialismus Schwierigkeiten gemacht hatte, riefen in Flugblättern zum Boykott seiner Shows auf.

### Kalanags Verständnis zur Zauberkunst
Kalanag war stets bemüht, die Zauberkunst auf einer niveauvollen Ebene zu präsentieren. In seinem Programmheft von 1953 schreibt er: „Ich bin bemüht, die Magie mehr und mehr zu modernisieren, sie gesellschaftsfähig zu erhalten und sie als das zu geben, was sie ja wirkich ist und sein kann, nämlich ein Spiel und eine geistreiche künstlerische Unterhaltung.“

### Welttourneen
In den 1950er Jahren unternahm Kalanag mit seinem knapp 50-köpfigen Ensemble Tourneen durch Großbritannien, Schweden, Dänemark, Spanien, Südafrika, Brasilien, die USA, die Türkei, Österreich, die Schweiz und durch die DDR. Vom 2. bis zum 31. März 1960 trat er im Steintor-Varieté in Halle an der Saale, dem ältesten bekannten Varieté in Deutschland, und im Sommer im Zwickauer Groß-Varieté Lindenhof auf. Kalanag war damals weltweit der einzige Großillusionist, der noch mit einer derart aufwändigen Show tourte. Der Zauberhistoriker Richard Hatch wies darauf hin, dass die bereisten Länder auffällig zu den Banknoten passen, die 1945 mit dem Nazigold verschwunden waren. Angeblich soll die CIA deswegen Kalanags Aktivitäten zeitlebens beobachtet haben. Vor und nach Kalanag hat niemals ein anderer deutscher Zauberkünstler das wirtschaftliche Risiko derart kostenintensiver Welttourneen auf sich genommen. Ende der 1950er Jahre ließ das Interesse an Varieté-Shows nach, was auch Schreiber in finanzielle Schwierigkeiten brachte.

### Deutschland-Fernsehen GmbH
In der kommerziellen Freies Fernsehen Gesellschaft wurde Schreiber Unterhaltungschef. Die Gesellschaft sollte dem Aufbau der von Adenauer geplanten Deutschland-Fernsehen GmbH dienen, die eine konservative Alternative zu den Rundfunkanstalten der ARD hätte bieten sollen. Das Projekt scheiterte jedoch am 1. Rundfunk-Urteil des Bundesverfassungsgerichts.

### Die späten Jahre
Obwohl Kalanag einen hohen Bekanntheitsgrad und entsprechenden Status erzielt hatte, vermochte er mit einer reduzierten Version seiner Revue nicht in gleichem Maße an seine Erfolge anzuknüpfen. Mitte der 1950er Jahre zog Schreiber von Hamburg in das württembergische Dorf Fornsbach, wo seine Cousine Margarete Sedlmayer Grundstücke besaß und das Ausflugslokal „Erdbeer-Kalanag“ mit Blick auf den Waldsee und das Murrhardt-Tal führte. Hier baute er sich einen Bungalow mit Showbühne („Kalanag-Studio“). Am 23. Januar 1963 feierte er in größerem Rahmen seinen 60. Geburtstag, an Heiligabend 1963 starb er vermutlich an Herzversagen im Gaildorfer Krankenhaus. Laut seiner Tochter Brigitte Löser „lebte [er] sehr ungesund und hatte starkes Übergewicht“. Seiner zwischenzeitlich von ihm geschiedenen Frau Gloria hinterließ er 500.000 DM. Diese suchte zeitlebens einen größeren Geldschatz aus dem Nazigold, von dem auch sie annahm, Schreiber habe ihn irgendwo versteckt.
Sein dokumentarischer Nachlass ging über Horst Müller, den früheren Präsidenten des Magischen Zirkels von Deutschland, an die Stiftung Zauberkunst.

## Schriften
- Kalanag: Simsalabim wirbelt um die Welt. Ein magisches Buch voll Wunder, Schnurren und Sensationen. Schwerdtfeger, Karlsruhe 1949.
- Kalanag: Ein Magier erzählt sein Leben. Blüchert, Hamburg 1962.

## Rezeption

### Bühne
- Im Frühjahr 2025 kündigte die Staatsoperette Dresden für die folgende Spielzeit die Uraufführung des Musicals Simsalabim – Das magische Leben des Dr. Schreiber rund um die Person und Lebensgeschichte Kalanags an, mit Musik von Elena Kats-Chernin, Buch von Dirk Laucke und Gesangstexten von Martin G. Berger.[10]

### Ausstellung
- Seit April 2022 zeigt die Stadt Murrhardt eine ständige Kalanag-Ausstellung[11]
- Vom 11. Mai bis 31. Oktober 2025 präsentiert das Zaubermuseum Bellachini die Ausstellung: Kalanag – Hinter den Kullissen von Simsalabim.[12]

### Dokumentarfilm
- Kalanag: Der Magier und der Teufel. Ein Film von Oliver Schwehm, 2022. Produktion: Lunabeach TV & Media GmbH. Vertrieb: MFA Film Regensburg. Laufzeit: ca. 72 Min. + ca. 90 Min. Bonusmaterial.